# Schwemann & Stücke

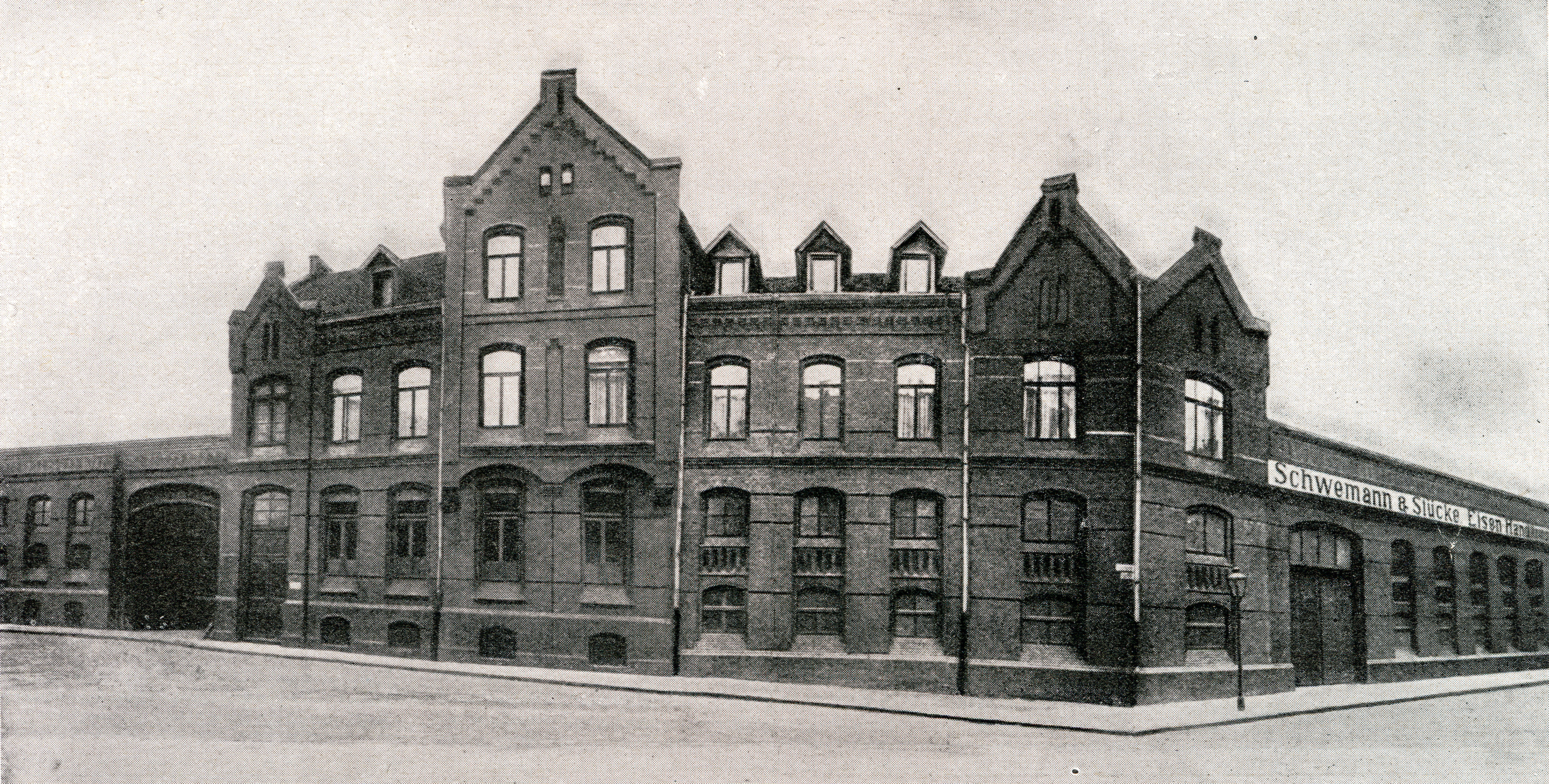
Das 1899 in der Kestnerstraße 63 (rechts) in der Südstadt von Hannover neu errichtete Geschäftshaus von Schwemann & Stücke

Schwemann & Stücke in Hannover war eine im 19. Jahrhundert gegründete Eisen- und Metallgroßhandlung.

## Geschichte

### Familie Schwemann ab dem Beginn des 19. Jahrhunderts
Die Geschichte der aus Lippstadt stammenden Familie Schwemann in Hannover ist eng mit derjenigen in Hildesheim verbunden, wo der aus Lippstadt übersiedelte Kupferschmied und Kaufmann Dietrich Wilhelm Schwemann 1807 die spätere EFG Schwemann begründete.
Von ebendieser Lippstädter Familie wurde ab 1845 der Halbmeierhof 6 in Kirchrode vor Hannover bewirtschaftet.
Laut einer Beilage zur Allgemeinen Zeitung vom 8. April 1854 wurde „[...] der Kaufmann D. W. Schwemann zu Canton zum dortigen Konsul des Königreichs Hannover ernannt.“
1867 stellte Konsul Schwemann der Henriettenstiftung in Kirchrode ein Haus zur Verfügung mit der Auflage, für die Dorfjugend eine Warteschule einzurichten. Fünf Jahre später wurde der Stiftung 1872 das Gebäude geschenkt, die dort ein Siechenhaus einrichtete. Erst 1964 wurde das Haus zum Bau der Simeonkirche abgebrochen.

### Stork & Droop ab 1862
Das Unternehmen wurde zur Zeit der Industrialisierung des Königreichs Hannover am 1. Januar 1862 zunächst als „Eisenhandlung Stork & Droop“ gegründet. Als Geschäftsräume hatte die Firma unter der seinerzeitigen Adresse Prinzenstraße 13 ein eigenes Gebäude in der damaligen Residenzstadt errichten lassen.
Als Aussteller von Farbenprodukten war Droop & Storck mit Sitz in Osnabrück und Hannover und den Inhabern Karl Droop und Dietrich Stork auf der Weltausstellung 1873 in Wien vertreten. Sie präsentierten dort ihr Angebot in der Gruppe III, Deutschland, Chemische Industrie auf dem Standplatz 8a der südlichen Quergalerie.
Ebenfalls im Jahr 1873 berichtete der Verein Deutscher Ingenieure (VDI) unter anderem über die Mitgliedschaft des Kaufmanns Droop aus der Eisenhandlung sowie über den Beitritt des Fabrikanten Droop aus dem hannoverschen Unternehmen Dreyer, Rosenkranz & Droop.

### Schwemann & Stücke ab 1893
Mehr als drei Jahrzehnte nach der Unternehmensgründung wurde das Geschäft am 1. Januar 1893 durch Heinrich Stücke († 5. Januar 1927 in Hannover) übernommen sowie durch den in Hildesheim geborenen Otto Schwemann, dessen Urgroßvater bereits 1805 ein bedeutendes und als Familienunternehmen geführtes Eisengeschäft in Hildesheim gegründet hatte.
Wenige Jahre nach der Geschäftsübernahme in Hannover erwiesen sich die dortigen Räumlichkeiten als zu beengt für die weitere Expansion. Daher wurde 1899 ein neues Geschäftshaus in der Kestnerstraße 63 errichtet mit großen Lagerräumen beiderseits des neuen Eckgebäudes. Doch auch dort reichte der Platz nach einigen Jahren nicht mehr aus, so dass am Südbahnhof unter der Adresse Kleine Düwelstraße 23 und 25 zusätzlich ein großer Lagerplatz hinzugenommen wurde mit Eisenbahn-Anschlussgleis, einer Krananlage sowie  Lagermöglichkeiten vor allem für langes und schweres Material. Im Lauf der Zeit wurde das Gelände zusätzlich erweitert und bebaut.
Mitten im Ersten Weltkrieg versandte der hannoversche Stadtdirektor Heinrich Tramm im Mai 1916 einen Rundbrief an einhundert der finanzstärksten Bürger Hannovers mit der Bitte um „[...] hochherzige Stiftungen“ zum Aufbau einer erstklassigen Bildersammlung deutscher Künstler. Unter den Adressaten fand sich auch die Firma Schwemann & Stücke, die sich laut Antwort vom 8. August des Jahres „[...] leider nicht in der Lage, hierfür Geld auszugeben“ sah.
Zur Zeit der Weimarer Republik starb Stücke 1927 während der Arbeit, so dass Hermann Schwemann das Unternehmen zunächst als Alleininhaber weiterführte.
Zur Zeit des Nationalsozialismus und mitten im Zweiten Weltkrieg starb Otto Schwemann 1940 – das Unternehmen wurde nun von seinem Sohn Eberhard geführt. Dieser ergänzte das Handels-Portfolio um eine Abteilung für Spezial-Stahlschrauben sowie Sanitärbedarf und Armaturen und lieferte bis weit über die Grenzen Niedersachsens hinaus.
Während der Luftangriffe auf Hannover wurde das Geschäftshaus in der Kestnerstraße beim ersten Großangriff in der Nacht vom 8. auf den 9. September 1943 durch Flieger- und Brandbomben getroffen, brannte zunächst jedoch nur teilweise aus. Während die Geschäftsräume hilfsweise in eine Privatwohnung in der Heinrichstraße 29 verlegt worden waren, wurde das Gebäude in der Kestnerstraße jedoch immer wieder fast bis zur völligen Zerstörung von Bomben getroffen.
Unmittelbar nach dem Krieg und mit Genehmigung der Britischen Militärbehörden begann unter Herbert Schwemann der Wiederaufbau des Unternehmens in einem bereits im November 1948 fertiggestellten, nun höheren Geschäftshaus in der Kestnerstraße 63. 1954 wurde ein Anbau mit drei Stockwerken neben das Bürohaus in der Kestnerstraße gesetzt.
Nachdem Schwemann & Stücke zuletzt unter der Adresse Gutenberghof 5–6 ansässig war, geriet es im Jahr 2000 in Liquidation und 2001 in das Insolvenzverfahren. Die Gebäude wurden daraufhin abgerissen.

## Schwemannstraße
Die 1926 im hannoverschen Stadtteil Kirchrode angelegte Schwemannstraße wurde nach der Familie aus Lippstadt benannt, die ab 1845 den Kirchröder Halbmeierhof 6 bewirtschaftete.

## Archivalien und Nachlässe
Archivalien und Hinweise auf Nachlässe aus den Firmengeschichte und zu den Biographien beteiligter Personen finden sich etwa
- im Staatsarchiv Hannover unter der Registernummer HR X.C.7.14 ein Antwortschreiben der Eisenhandlung Schwemann und Stücke vom 8. August 1916 auf ein Schreiben des hannoverschen Stadtdirektors Heinrich Tramm;[9]
- ein zu der Auktion vom 10. bis 16. Dezember durch das Auktionshaus J. M. Heberle (H. Lempertz' Söhne) zu Köln 1908 erschienener Versteigerungs-Katalog mehrerer kleinerer Kunstsammlungen und Nachlässe, darunter die Sammlungen der Frau Konsul Jenny Schwemann, † Hannover-Waldhausen ...[13]
- als Vorlage zu einem Abdruck einer Fotografie zur Dachbegrünung der Eisenhandlung am Standort des ehemaligen Firmengebäudes an der Straße Gutenberghof Ecke Berliner Allee in Hannover.[14]